# Malý Smrk
Malý Smrk je hora v Moravskoslezských Beskydech na východní rozsoše masívu Smrku. Leží 3 km jižně od Ostravice a 2 km západně od přehrady Šance. Vrcholové části hory v minulosti vážně poškodily imise a převládá na nich mrtvý, postupně se obnovující les. Z vrcholu je pěkný výhled na okolní hory.

## Příroda
Na jižním svahu Malého Smrku se nachází stejnojmenná přírodní rezervace s převládajími smrkovými lesy s příměsí buků a jedlí, místy jeřábů a javorů. Běžnými bylinami jsou bika a třtina chloupkatá, z trvalejších rostlin kapradiny a brusnice borůvky. Navzdory přísné ochraně patří celý masív Smrku k atraktivním borůvkářským oblastem Beskyd.
V sedle mezi Malým Smrkem a Smrkem pramení Bučací potok, který v nadmořské výšce cca 800 m tvoří Bučací vodopády, jedny z největších kaskádových vodopádů v této části Karpat. Dva hlavní měří společně asi 10 m, celková výška asi 40 m. Celé široké okolí vodopádů je od roku 2004 přírodní rezervací o rozloze 35 ha, přístupnou po turisticky neznačené lesní cestě.

## Přístup

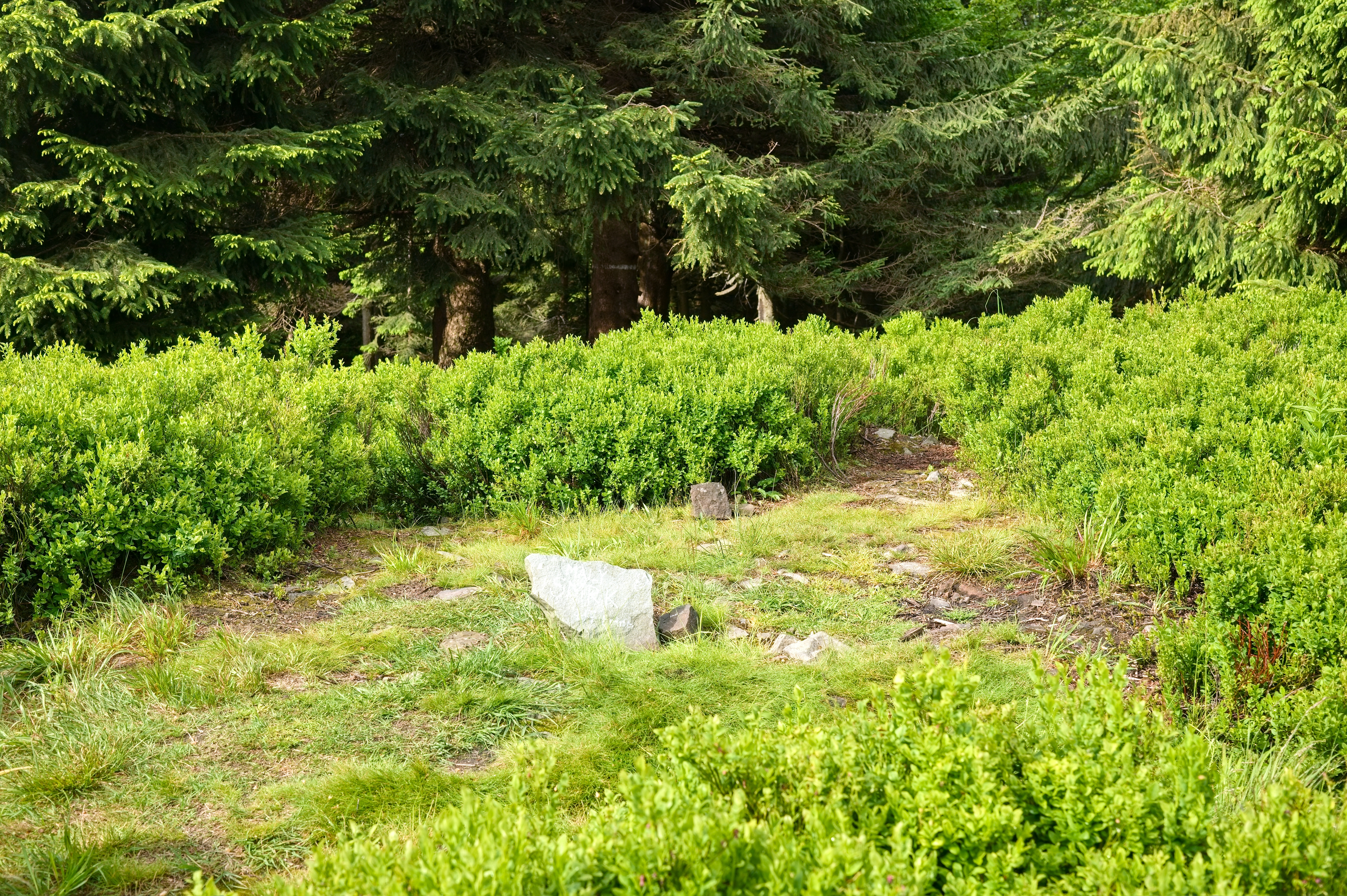
Vrchol Malého Smrku

Až na vrchol Malého Smrku nevede žádná značená turistická cesta. Do sedla se Smrkem vedou hned tři značené cesty:
- červeně  značená hlavní trasa z Ostravice (autobusová a vlaková zastávka, parkoviště) na Smrk a dále na Čeladnou (autobusová a vlaková zastávka, parkoviště) a naopak
- modře  značená cesta ze Starých Hamrů (autobusová zastávka, parkoviště) přes rozcestí Velký Potok
- žlutě  značená cesta od přehrady Šance a kolem skal Na Růžanci

Od sedla se Smrkem vede neznačená pěšina, vrchol je 250 m východo-severovýchodně.

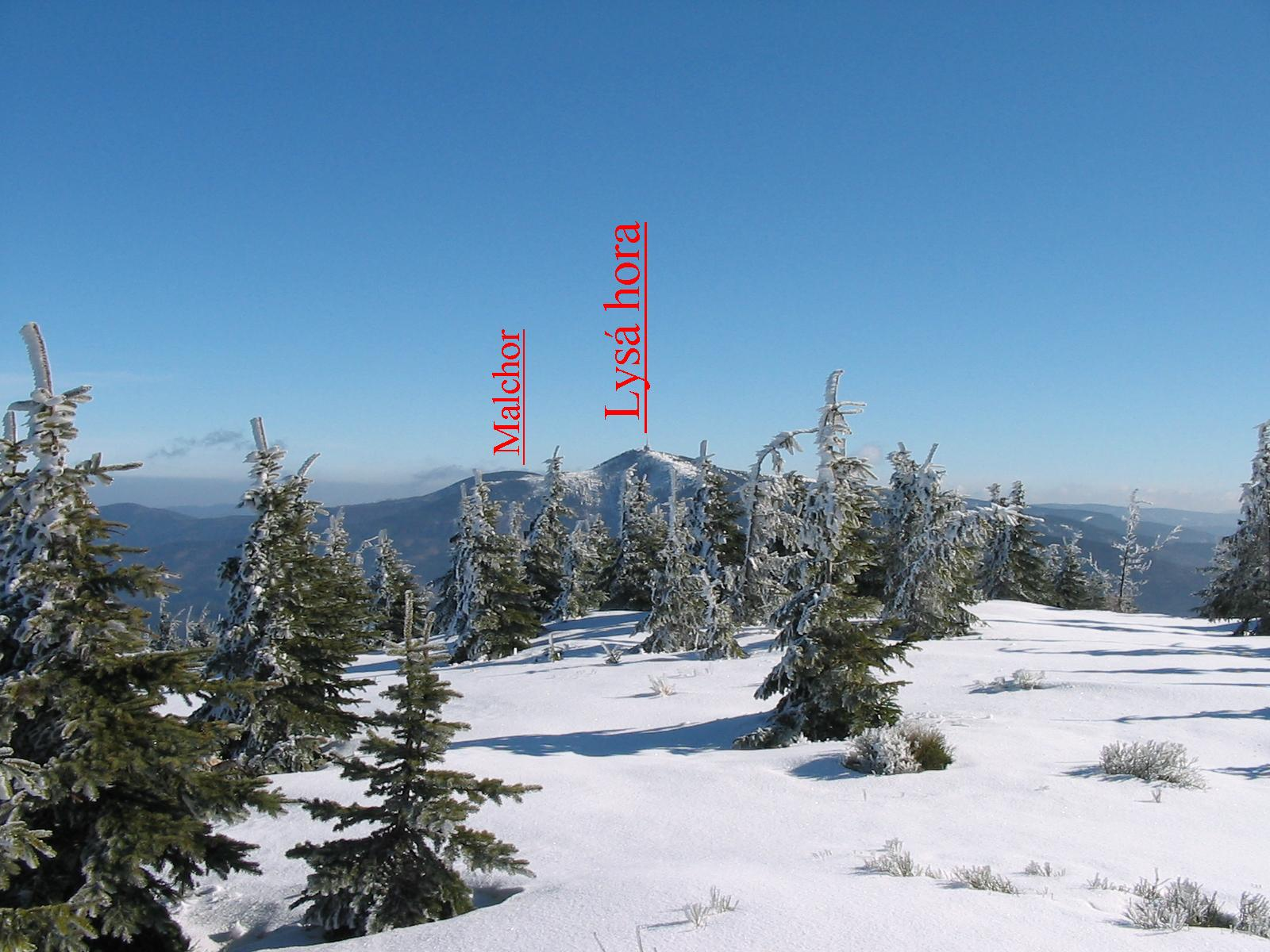
Výhled z Malého Smrku na Lysou horu